# حوط
الرشيدة هي قرية سورية تقع في ناحية القريا من منطقة صلخد في محافظة السويداء.

## تاريخ
تُعتبر حوط من القرى النبطية القديمة، حيث عُثر فيها على تمثال أسد يعود إلى العصر المملوكي، ومقبرة نبطية قديمة، ومذبح لا يزال بابه الحجري موجوداً. كما تضم القرية آثاراً تعود إلى عهود مختلفة من الرومان والأنباط والبيزنطيين والغساسنة، وصولاً إلى العرب المسلمين. ومن آثارها المهمة منازل من الحجر البازلتي المنحوت، إلى جانب العديد من اللقى الأثرية المهمة التي تشهد بأن القرية ازدهرت في العصور الماضية، غير أنها تعرضت فيما بعد إلى التخريب إلى أن تمت إعادة إعمارها ابتداءً من عام 1840.